# (1101) Clematis
(1101) Clematis – planetoida należąca do zewnętrznej części pasa głównego asteroid okrążająca Słońce w ciągu 5 lat i 297 dni w średniej odległości 3,23 au. Została odkryta 22 września 1928 roku w Landessternwarte Heidelberg-Königstuhl w Heidelbergu przez Karla Reinmutha. Nazwa planetoidy pochodzi od łacińskiej nazwy powojnika, rośliny z rodziny jaskrowatych. Przed nadaniem nazwy planetoida nosiła oznaczenie tymczasowe (1101) 1928 SJ.